# Europäisches Komitee für Normung
Das Europäische Komitee für Normung (CEN; französisch Comité Européen de Normalisation; englisch European Committee for Standardization) ist eine private, nicht gewinnorientierte Organisation, deren Mission es ist, die europäische Wirtschaft im globalen Handel zu fördern, das Wohlbefinden der Bürger zu gewährleisten und den Umweltschutz voranzutreiben. Dies soll mit Hilfe einer effizienten Infrastruktur zur Entwicklung, Verwaltung und Verteilung von europaweit kohärenten Normen und Spezifikationen geschehen, die allen interessierten Kreisen zugänglich sind. CEN ist eine der drei großen Normungsorganisationen in Europa.
Das CEN ist verantwortlich für europäische Normen (EN, die Kurzbezeichnung „Euronorm“ ist nicht korrekt) in allen technischen Bereichen außer der Elektrotechnik und der Telekommunikation. Für diese Bereiche sind die beiden folgenden Institutionen zuständig:
- CENELEC (Europäisches Komitee für elektrotechnische Normung)
- ETSI (Europäisches Institut für Telekommunikationsnormen)

In einer wachsenden Zahl übergreifender Bereiche wie Smart Grids, E-Mobility oder Medizintechnik sind CEN und CENELEC gemeinsam für die Definition von Architekturmodellen und die zugehörigen Standardisierungen zuständig.

## Comité Européen de Normalisation
CEN wurde 1961 von den nationalen Normungsgremien der Mitgliedstaaten von EWG und EFTA gegründet und hat seinen Sitz in Brüssel (Belgien).
Die 34 CEN-Mitglieder arbeiten zusammen, um freiwillige europäische Normen in verschiedenen Industrie- und Dienstleistungsbereichen zu entwickeln. Damit soll in Europa ein Binnenmarkt für Güter und Dienstleistungen durch den Abbau von technischen Handelshemmnissen verwirklicht werden. Gleichzeitig soll der europäischen Wirtschaft ermöglicht werden, eine wichtige Rolle in der globalen Wirtschaft zu spielen. Mehr als 60.000 Experten und Industrieverbände, Konsumenten und andere gesellschaftliche Interessengruppen sind an der Arbeit in CEN beteiligt. Die Ergebnisse dieser Tätigkeit erreichen über 490 Millionen Menschen. CEN ist die offiziell anerkannte Normungsorganisation für alle Bereiche außer Elektrotechnik und Telekommunikation. 
Die Normungsorganisationen der 34 Nationalen Mitglieder repräsentieren frühere und aktuelle EU-Mitgliedsländer, Mitglieder der Europäischen Freihandelsvereinigung (EFTA) sowie Länder, die in Zukunft der EU oder EFTA beitreten werden. CEN trägt zu der Zielsetzung der EU und EFTA mit Hilfe von freiwilligen Normen (EN) bei, die freien Handel, Produktsicherheit, Arbeits- und Konsumentenschutz, Interoperabilität von Netzwerken, Umweltschutz, Nutzung von Forschungsergebnissen unterstützen. 
Die CEN-Mitglieder sind die Normungsorganisationen folgender LänderBelgien, Bulgarien, Dänemark, Deutschland, Estland, Finnland, Frankreich, Griechenland, Großbritannien, Island, Irland, Italien, Kroatien, Lettland, Litauen, Luxemburg, Malta, Niederlande, Nordmazedonien, Norwegen, Österreich, Polen, Portugal, Rumänien, Schweden, Schweiz, Serbien, Slowakei, Slowenien, Spanien, Tschechische Republik, Türkei, Ungarn, Zypern.
Affiliierte MitgliederAlbanien, Bosnien und Herzegowina, Montenegro.
Partner-NormungsorganisationenArmenien, Australien, Belarus, Georgien, Israel, Jordanien, Kamerun, Kanada, Kasachstan, Marokko, Republik Moldau, Mongolei, Neuseeland, Tunesien, Ukraine.

## Europäische Normungsstrategie 2020
Als Folge des Inkrafttretens der europäischen Verordnung zur europäischen Normung (1025/2012), die neue politische Rahmenbedingungen und eine klare Rechtsgrundlage für die europäische Normung geschaffen hat, wurde von den drei anerkannten Trägern des Europäischen Normungssystems CEN, CENELEC und ETSI ein Entwurf für die Europäische Normungsstrategie 2020 erstellt.
Diese Strategie soll die strategischen Ziele des europäischen Normungssystems definieren, um so dessen Leistungsfähigkeit und die Wettbewerbsfähigkeit Europas zu stärken und auszubauen.
Der Entwurf der Europäischen Normungsstrategie 2020 beinhaltet allgemeine Ziele des europäischen Normungssystems und Ziele von CEN und CENELEC im Besonderen, die bis 2020 erreicht werden sollen. Diese betreffen den globalen Einfluss, die regionale Relevanz und die breitere Beachtung durch Anwender und Ersteller von Normen und Standards, Regulierer und Gesellschaft. Der Entwurf betont die Rolle von CEN und CENELEC als ein Kompetenznetzwerk und nachhaltiges System und die Möglichkeit durch Normen und Standards europäisches Wachstum und Innovationen zu fördern.

## Leitung und Abteilungen
- Friedrich Smaxwil (Deutschland), President
- Elena Santiago Cid, Director General

Abteilungsleiter:
- Mike Low (UK), Vice-President Policy
- Jorge Marques dos Santos (Portugal), Vice-President Finance
- Ernst Peter Ziethen (Deutschland), Chairman Technical Board

## Europäische Norm (EN)
Normnummer
- Ein Normenteil wird mit Bindestrich angefügt (z. B. Teil 1 der EN 3 als EN 3-1), als nationale Norm dann ÖNORM EN 3-1
- Das Erscheinungsjahr der Fassung wird nach einem Doppelpunkt notiert, z. B. DIN EN 462-2:1994
- Der Erscheinungsmonat der Fassung wird mit einem Bindestrich nach dem Erscheinungsjahr notiert, z. B. SN EN 462-2:1994-06

Eine Übersicht über Artikel zu europäischen Normen nach Normnummer gibt die Kategorie:Europäische Norm.